# Инфекција парвовирусом Б19 у трудноћи
Инфекција парвовирусом Б19 током трудноће је инфекција труднице изазвана парвовирусом Б19, малим једноланчаним ДНК вирусом и снажним инхибитором еритропоезе, због своје цитотоксичности за еритроидне прогениторне ћелије.  Већина мајчиних инфекција парвовирусом Б19 јавља се у контакту са зараженом децом код куће.
Инфекција парвовирусом Б19 у трудноћи може изазвати неколико озбиљних компликација код фетуса, као што су фетална анемија, неуролошке аномалије, хидропс фетуса и фетална смрт.
Рана дијагноза и лечење интраутерине инфекције парвовирусом Б19 су од суштинског значаја за спречавање ових феталних компликација. Тестирање мајчиног серума на ИгМ антитела против парвовируса Б19 и детекција ДНК  реакцијом ланчане полимеризације може потврдити инфекцију мајке. Ако је дошло до инфекције мајке, ултразвучно испитивање фетуса и мерење вршне брзине систолног протока средње церебралне артерије су осетљиве неинвазивне процедуре за дијагностиковање феталне анемије и хидропса.
Интраутерина трансфузија је тренутно једини ефикасан третман за ублажавање феталне анемије, али ако је фетус (скоро) у термину рађања, треба размотрити индукцију порођаја.
Индивидуално саветовање осетљивих трудница може смањити непотребну смрт фетуса.

## Опште информације
Обично нема озбиљних компликација за трудницу или њену бебу након излагања инфекцији парвовирусом Б19  Око 50% жена је већ имуно на парвовирус Б19, тако да су жене и њихове бебе  заштићене од инфекција и болести. Чак и ако жена није имуна и  ако је заражена парвовирусом Б19 током трудноће, обично има само благу болест. Исто тако, њена нерођена беба обично нема никаквих проблема због инфекције парвовирусом Б19.
Понекад, међутим, инфекција парвовирусом Б19 узрокује да нерођена беба има тешку анемију и мајка  може имати побачај. Ово се дешава код мање од 5% свих трудница које су инфициран парвовирусом Б19 и јавља се чешће током прве половине трудноће.
Нема доказа да инфекција парвовирусом Б19 изазива урођене мане или менталну ретардацију.

## Пут преношења
Резервоар инфекције је човек, а извор инфекције секрет респираторног тракта. Преноси се капљичним путем, путем крви и крвних продуката оболеле особе. Мале епидемије вирусне инфекције јављају се у време пролећа и највише погађају децу доби од две до десет година. Зато се већина мајчиних инфекција у трудноћи парвовирусом Б19 јавља у контакту са зараженом децом код куће.

## Клиничка слика
Продромална фаза се карактерише главобољом, кијавицом, лако повишеном тмпературом, упалом грла и малаксалошћу. На образима се јавља осип који је веома врућ и црвен. Развија се током 24 сата, а ако има повишене температуре, обично је умерена. Осип се може проширити на тело у облику шара, а обично нестаје током 6-10 дана. Након тога, ако се дете прегреје или иде на сунце, осип се може вратити по рукама или ногама током следећих неколико недеља  
Када се трудница инфицира  овим вирусом, чешће су захваћени зглобови него кожа. Настаје полиартропатија која се карактерише болом у зглобовима. Болест може да траје од неколико дана до неколико месеци. Најчешће су захваћени зглобови руку, колена и чланака.

## Дијагноза
Инфекцију парвовирусом Б19 треба искључити у свим случајевима:
- неимуног феталног хидропса,
- тешке феталне анемије,
- кардиомегалије,
- интраутерине ретардације раста (ИУРР),
- хроничне еритробластопеније дијагностиковане у неонаталном периоду или раном детињству.

Присуство ИгМ и ИгГ антитела против парвовируса Б19 је високо специфично, али њихова негативност је недовољна за искључивање инфекције парвовирусом Б19.  Након акутне инфекције парвовирусом Б19  мајчина ИгМ-антитела се могу доказати 6-8 (-10) недеља.
Тестирање вирусне ДНК реакцијом ланчане полимеризације  (енгл. polymerase chain reaction - PCR)  тренутно је једина доступна и поуздана дијагностичка метода за доказивање инфекције парвовирусом Б19. ДНК парвовирус  Б19  у крви мајке се може детектовати  реакцијом ланчане полимеризације током 8-10 недеља, а у неким случајевима чак и након више од 15 недеља.

## Превенција болести
Не постоји вакцина или лек који могу спречити инфекцију парвовирусом Б19. Често прање руку је препоручује  као практичан и вероватно ефикасан метод за смањење ширења парвовируса. Искључивање особа са инфекцијом парвовирусом Б19 са посла у установама за бригу о деци, школама, или другим установама вероватно неће спречити ширење парвовируса Б19, пошто су само болесне особе заразне пре него што развију карактеристичан осип.
Због тога, Центри за контролу и превенцију болести (ЦКПБ)  не препоручују да се труднице  рутински искључују са радног места где се јавила епидемија болести. Уместо тога, ЦКПБ ово сматра личном одлуком жене након разговора са породицом о здрављу пружалац неге и послодавацем.
Труднице могу учинити следеће да би се заштитиле од  инфекције парвовирусом Б19:
- Након додиривања секрета из носа или уста, добро оперите руке сапуном и топлом текућом водом
- Темељно прање руку је најбољи начин да се спречи ширење заразних болести.

## Вииди још
- Парвовирус Б19
- Фетална анемија